# 1503
1503. је била проста година.

## Догађаји

### Април
- 28. април — Битка код Черињоле

## Рођења

### Јануар
- 11. јануар — Пармиђанино, италијански сликар

### Фебруар
- 10. март — Фердинанд I, цар Светог римског царства

### Април
- 18. април — Енрике II од Наваре, краљ Наваре

### Мај
- 23. јул — Ана од Чешке и Угарске, краљица Угарске и Чешке

### Август
- 12. август — Кристијан III Дански, краљ Данске

### Септембар
- 24. октобар — Изабела Авиз, шпанска краљица

### Новембар
- 14. децембар — Нострадамус, француски пророк

## Смрти

### Јануар
- 20. јануар — Људмила Подјебрадска, регенткиња Бжега

### Фебруар
- 11. фебруар — Елизабета од Јорка, енглеска краљица

### Март
- 7. април — Софија Палеолог, московска кнегиња
- 18. август — Александар VI, римски папа

### Септембар
- 28. октобар — Пије III, римски папа